# 梅月致定
梅月 致定（ばいげつ むねさだ）は、戦国時代の武将。周防大内氏の家臣。

## 経歴
天文年間初め（1530年代前半）頃、筑前国志摩郡柑子岳城を大内氏が乗っ取り、城普請を行う。致定は父の梅月頼致に従い、石見国高城（三隅城）から柑子岳城に移り、天文4年（1535年）、父が隠居すると城代となる。天文7年（1538年）在番中に豊後国より大友氏が攻め入った際、致定は早良郡安楽平城に退き、同城代の大村興景と共に城を守った。しかしその後、志摩郡は大友氏の勢力下となり、臼杵鎮続が志摩郡代を兼ねて柑子岳城に入った。